# Чигір (присілок)
Чигі́р (рос. Чигирь) — присілок у складі Біловського округу Кемеровської області, Росія.

## Населення
Населення — 1 особа (2010; 1 у 2002).
Національний склад (станом на 2002 рік):
- росіяни — 100 %